# Ножаг (Хунедоара)
Ножаг (рум. Nojag) насеље је у Румунији у округу Хунедоара у општини Чертежу де Сус. Oпштина се налази на надморској висини од 296 m.

## Становништво
Према подацима из 2002. године у насељу је живело 300 становника, од којих су сви румунске националности.